# Cité de la Création
CitéCréation (antes Cité de la Création) se trata de un grupo de artistas formado en Lyon en 1978, con sede en Oullins, especializado en la realización de grandes murales en trampantojo, primero en poblaciones de su región y luego en ciudades de todos los países. Se convirtió en cooperativa en el año 1986, con un equipo de trabajo de doce personas fijas y que emplea a unas cuarenta más por año, en los diferentes sitios por donde trabaja.
Fueron galardonados  con el premio Decenio Cultural, que otorga la UNESCO.

## Murales
Sus obras tiene siempre una conexión con la historia del lugar donde los pintan. Por lo general son pintados en paredes en blanco. Algunos como la Fresque des Lyonnais, se retocan de acuerdo con los sucesos de las noticias más actuales. 
Uno de los murales que les proporcionó más fama fue el Mur des Canuts, situado en el bulevar des Canuts en Lyon, este fresco fue uno de sus primeros proyectos y continúa siendo una de sus principales obras. Esta pintura fue realizada en 1986 y reformada en 1997 y 2012, tiene una extensión de 1200 m². El 29 de octubre de 2003 se inauguró el mural de La Sarra, también en Lyon, con 3000 m² de pared pintada es el que ha destronado en esta ciudad al anterior des Canuts.

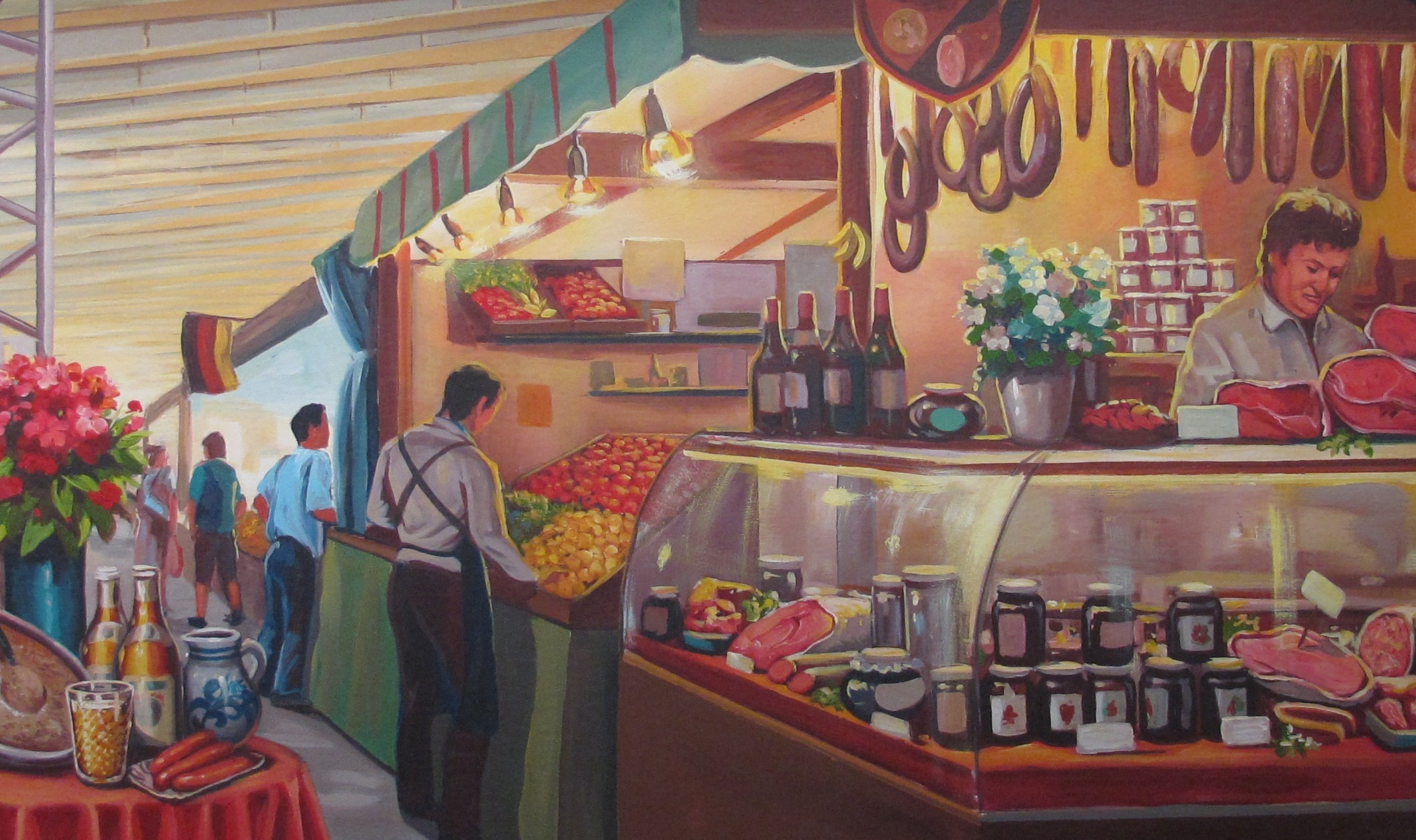
Estación de metro en Frankfurt.
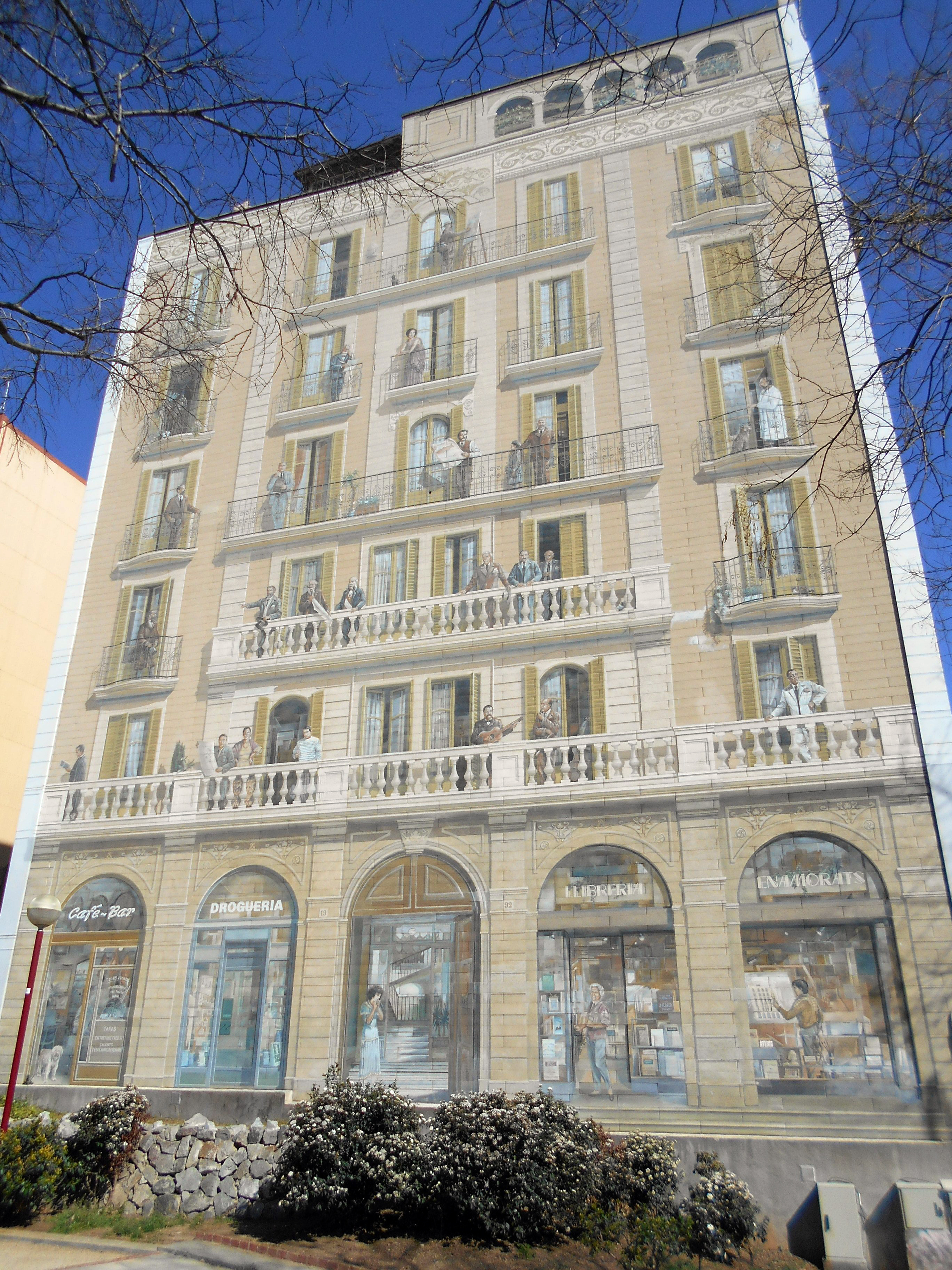
Balcones de Barcelona.
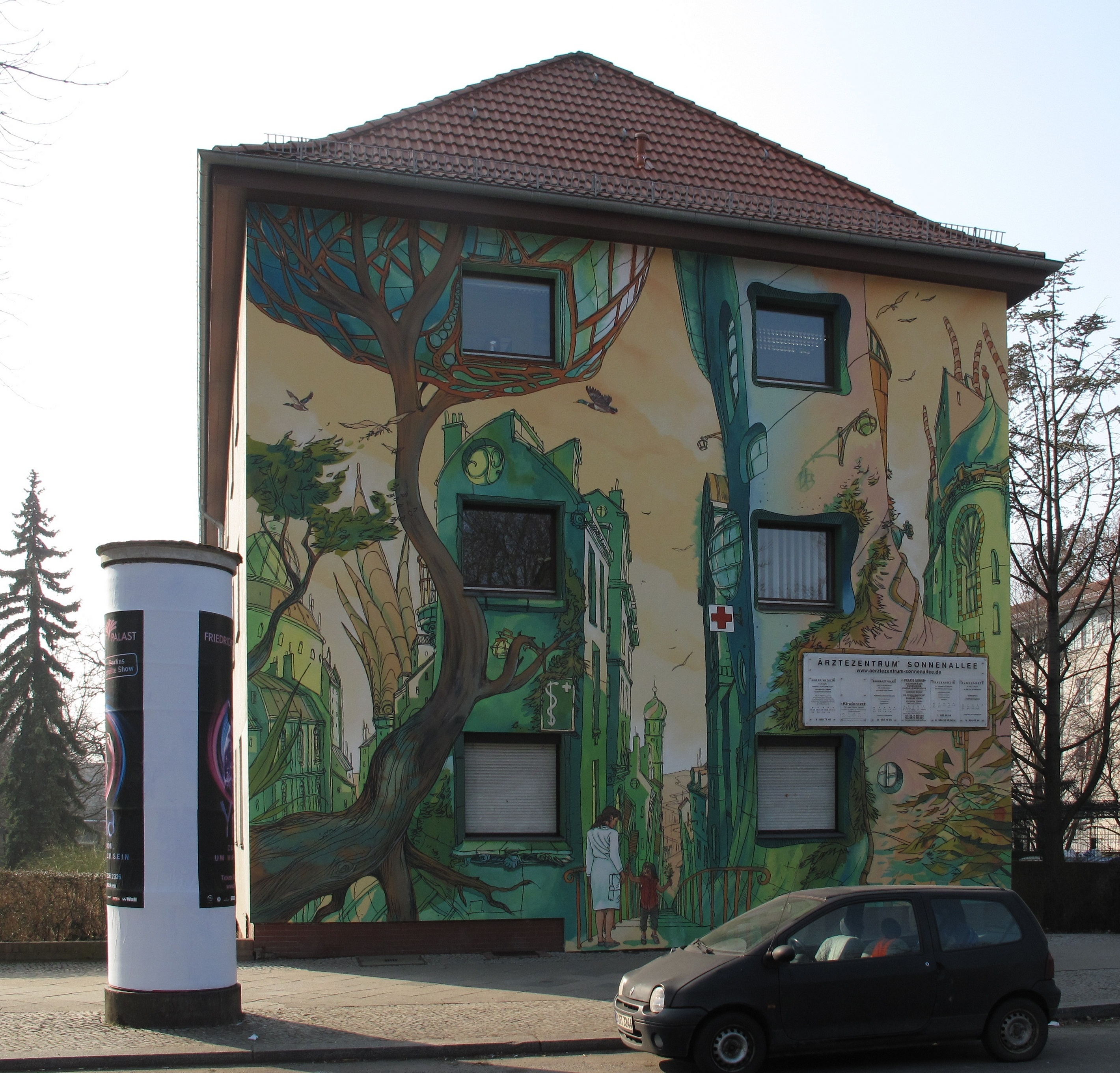
Mural en Berlín.
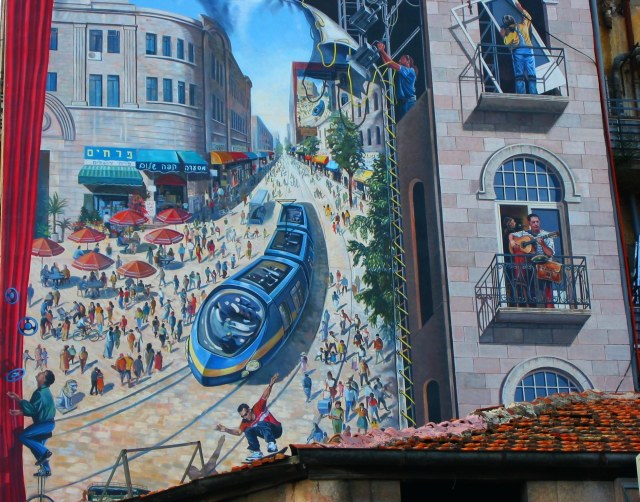
Mural en Jerusalén.

### Barcelona
En 1991, el ayuntamiento de Barcelona decidió encargar a este grupo la realización del mural en estilo trampantojo, sobre una pared medianera de 450 m² en la plaza de la Hispanidad, la obra titulada Balcones de Barcelona, reproduce una fachada propia del distrito del Ensanche de principios del siglo XX en cuyos balcones se asoman cerca de treinta personajes relacionados con la política y cultura barcelonesa.